# Merb
Merb, скорочення від «Mongrel (HTTP сервер) + Erb», являє собою вебфреймворк, що реалізує архітектуру Модель-Вид-Контролер. Написаний на Ruby. Розробники Merb зробили акцент на швидкому та легкому ядрі з базовою функціональністю, в той час як розширення її здійснюється за допомогою сторонніх плагінів.
Merb залишає за розробником вибір інструментів ORM (підтримуються Active Record, Datamapper і Sequel), бібліотек JavaScript, і рушія шаблонів HTML (на вибір HAML або eRuby).
Merb зазнав значного впливу Ruby on Rails, і з таким же успіхом може бути використаний для створення складних вебзастосунків і REST-сервісів. При цьому Merb більш гнучкий і швидкий   порівняно з ROR, і більшою мірою підходить для тих, хто збирається переписувати вже існуючі системи, а не створювати з нуля нові, а також у випадках, коли передбачаються дуже великі обсяги трафіку.
23 грудня 2008 р. команда проекту Merb об'єдналася з командою Rails з метою створення наступної версії Rails 3, яка об'єднає в собі найкращі риси обох фреймворків. Нова версія планується до випуску в 2009 р.